# Martin Codax
Martín Codax (ou Martim Codax) était un compositeur joglar (compositeur et interprète non noble), probablement de Galice et, éventuellement, de Vigo, la Galice étant en Espagne aujourd'hui.

## Biographie
Il a sans doute été actif au milieu du XIIIe siècle, à en juger par l'analyse scriptovisuelle (Monteagudo 2008). Ses dates, toutefois, demeurent inconnues et il n'existe pas de documents fournissant des informations biographiques sur le poète. Ses nombreuses références à la ville de Vigo font supposer qu'il en est originaire.

## Œuvre
Il est l'un des deux seuls sur un total de 88 auteurs de cantigas de amigo qui utilise seulement la forme strophique archaïque aab (a rimé suivi d'un refrain). Et il emploie aussi un système de rimes que certains considèrent archaïque i~o/a~o qui sont utilisés en alternance des strophes. En outre, Martin Codax déploie toujours une stricte technique parallèle connue sous le nom leixa-pren (voir l'exemple ci-dessous ; l'ordre de la troisième et la quatrième strophes est inversée dans le Pergaminho Vindel, mais l’ordre correct apparaît dans le Cancioneiro da Biblioteca Nacional et de la Cancioneiro da Vaticana). 
Le corpus des œuvres qui lui sont attribuées est composé de sept cantigas d'amigo qui figurent dans les cancioneros galaïco-portugais et dans le parchemin Vindel ; dans les trois manuscrits, il est répertorié comme l'auteur des compositions, et dans tous les trois, le nombre et l'ordre des chansons sont identiques. Cela fournit une preuve essentielle à l'idée que l'ordre des autres chansons de poètes dans les cancioneiros ne doit pas automatiquement avoir un ordre précis.
Le parchemin Vindel a été découvert par hasard : le bibliophile et libraire antiquaire Pero Vindel à Madrid l’a trouvé dans sa bibliothèque en 1913. Le parchemin était utilisé comme couverture d'une copie du De officiis de Cicéron.
Les poèmes de Martin Codax figurant dans ce parchemin sont les suivants (sans titre, ils sont répertoriés par leur première strophe).
- Ondas do mar de Vigo
- Mandad'ey comigo
- Mia irmana fremosa treydes comigo
- Ay Deus, se sab'ora meu amigo
- Quantas sabedes amar amigo[2]
- Eno sagrad' en Vigo (sans notation musicale)
- Ay ondas que eu vin veer

Dans le parchemin Vindel, la notation musicale des poèmes accompagne les textes, à l'exception de la sixième. Ils sont les seuls cantigas de amigo pour lesquels la musique est connue (et, si Codax a effectivement été galicien, les seuls chants médiévaux galiciens). La Pergaminho Sharrer contient des fragments de sept mélodies pour les cantigas de amor.

## Unecantigade Martin Codax
Voici la troisième de ses cantigas (texte de Cohen, 2003, légèrement modifiée).
| Mia irmana fremosa, treides comigo a la igreja de Vigo u é o mar salido e miraremos las ondas. Mia irmana fremosa, treides de grado a la igreja de Vigo u é o mar levado e miraremos las ondas. A la igreja de Vigo u é o mar salido e verrá i mia madre e o meu amigo e miraremos las ondas. A la igreja de Vigo u é o mar levado e verrá i mia madre e o meu amado e miraremos las ondas. | Ma douce sœur, viens avec moi à l'église de Vigo où la mer tempête, et nous regarderons les flots. Ma douce sœur, viens de bon gré à l'église de Vigo où la mer s'est levée, et nous regarderons les flots. À l'église de Vigo, où la mer tempête, et tu verras ma mère et mon ami, et nous regarderons les flots. À l'église de Vigo, où la mer s'est levée, et tu verras ma mère et mon aimé, et nous regarderons les flots. |

## Discographie
- Distant love : 7 cantigas de amigo de Martin Codax et six chants de Jaufré Rudel - Paul Hillier, voix ; Andrew Lawrence-King, harpe et psaltérion (16 février 1994 / 5 avril 1996, Harmonia Mundi HMU907203) (OCLC 43651047)
- Ondas, Cantigas de amigo - Pierre Hamon et Vivabiancaluna Biffi (8-11 septembre 2014/19 juin 2015, SACD Arcana A390)